# Claude Criquielion
Claude Criquielion, appelé aussi Claudy Criquielion et surnommé « le Crique », est un coureur cycliste belge, né le 11 janvier 1957 à Lessines et mort le 18 février 2015 à Alost. Professionnel de 1979 à 1991, il a notamment été  champion du monde sur route en 1984.

## Biographie

### Carrière sportive
Claude Criquielion a remporté 60 victoires. Il a été élu sportif belge de l'année en 1984, après sa victoire aux championnats du monde à Barcelone. Lors du sprint des championnats du monde de 1988 à Renaix, alors qu’il allait remporter son second titre mondial, il est victime d'un coup de coude de Steve Bauer et chute. Steve Bauer est déclassé, mais le titre lui échappe. Il fut champion de Belgique en 1990.
Il remporte la Flèche wallonne en 1985 et 1989, la Classique de Saint-Sébastien en 1983 et le Tour des Flandres en 1987. Il n'a cependant jamais réussi à remporter Liège-Bastogne-Liège où il cumule les accessits : 4e en 1982, 2e en 1985, 4e en 1986, 3e en 1987 et 2e en 1991. En 1987, alors qu'il était échappé avec Stephen Roche dans le final, les deux coureurs se sont trop observés et furent rattrapés par Moreno Argentin qui gagna la course.
Dans les courses par étapes, il gagna le Tour de Romandie en 1986 et le Grand Prix du Midi libre en 1986 et 1988. Dans les grands tours, Claudy Criquielion fut un coureur très régulier terminant notamment 3e du Tour d'Espagne 1980, 5 fois dans les dix premiers du Tour de France entre 1979 et 1991, dont une 5e place du Tour de France 1986 et 7e du Tour d'Italie 1989.
Bon coureur de contre la montre, il remporte le grand prix Eddy Merckx en 1984 (contre la montre individuel)  et en 1979 et 1984, deux fois l'Escalade de Montjuïc (course à étapes de deux jours).

### Après sa carrière sportive
Après sa carrière de coureur, il est devenu directeur sportif chez Lotto puis au sein de l’équipe Landbouwkrediet-Colnago. À la fin de sa carrière, il a donné son nom à une épreuve cycliste, le Grand Prix Criquielion, devenue entre-temps une épreuve de la Topcompétition et de l'UCI Europe Tour 1.2. Cette épreuve dont il était le directeur de course jusqu'à sa disparition, se tient traditionnellement le troisième week-end de mai. Depuis le décès de Claude Criquielion, c'est son fils, Mathieu, qui a repris le rôle de Directeur de Course cher à son père et Laurent Haegeman, aussi secrétaire du Grand Prix Cerami, la Présidence du club organisateur.
Le 16 février 2015, il est victime d'un « grave AVC ». Conduit dans un premier temps à l’hôpital de Grammont, il est ensuite transféré dans un hôpital d'Alost. Il meurt le 18 février à l'âge de 58 ans.
Son fils Mathieu est également cycliste professionnel dans les années 2000.

### Parcours en politique
Entre 2006 et 2012, il est échevin des sports de sa commune de Lessines. Il a brigué un mandat politique à Lessines lors des élections communales de 2012, sur la liste du Mouvement réformateur.

## Palmarès

### Palmarès amateur
- 1976
  - 5e étape de l'Étoile hennuyère
- 1977
  - 3eb étape du Tour du Hainaut occidental
  - 4e étape du Tour de l'Avenir
  - Leval-Trahegnies
  - Tour des Six Vallées
  - 3e de Courtrai-Gammerages
  - 3e du championnat de Belgique sur route amateurs
- 1978
  - Bruxelles-Dampremy
  - 2e du Grand Prix François-Faber
  - 3e de Courtrai-Gammerages
  - 7e du Tour de l'Avenir

### Palmarès professionnel
- 1979
  - Classement général de la Semaine catalane
  - Escalade de Montjuïc :
    - Classement général
    - 1reb étape (contre-la-montre)

  - 2ea étape du Tour de l'Aude
  - 2e de Milan-Turin
  - 8e de Blois-Chaville
  - 8e du Grand Prix des Nations
  - 9e de l'Amstel Gold Race
  - 9e du Tour de Romandie
  - 9e du Tour de France
- 1980
  - 4e étape de Tirreno-Adriatico
  - 3eb étape du Critérium du Dauphiné libéré (contre-la-montre)
  - Flèche de Leeuw
  - 3e du Tour d'Espagne
  - 3e du Grand Prix de Wallonie
  - 10e du Critérium du Dauphiné libéré
- 1981
  - 3e de la Nokere Koerse
  - 3e de la Flèche de Leeuw
  - 9e du Tour de France
  - 10e de la Flèche wallonne
  - 10e du Tour de Lombardie
- 1982
  - Flèche brabançonne
  - 4e de Liège-Bastogne-Liège
  - 5e de Paris-Nice
  - 9e du Tour de Lombardie
- 1983
  - Classique de Saint-Sébastien
  - 5e du championnat du monde sur route
  - 7e du Grand Prix du Midi Libre
- 1984
  -  Champion du monde sur route
  - Prologue du Tour de Luxembourg
  - Grand Prix Eddy Merckx
  - Course de côte d'Innsbruck
  - Escalade de Montjuïc :
    - Classement général
    - 1rea étape (contre-la-montre)

  - 2e du Grand Prix de Wallonie
  - 2e du Grand Prix de Denain
  - 3e du Tour du Nord-Ouest de la Suisse
  - 7e de Liège-Bastogne-Liège
  - 7e du Tour de Lombardie
  - 9e du Tour de France
  - 9e du Super Prestige Pernod
- 1985
  - Flèche wallonne
  - 1rea étape de l'Escalade de Montjuïc (contre-la-montre)
  - 2e de Liège-Bastogne-Liège
  - 2e du Championnat de Belgique sur route
  - 2e du Championnat des Flandres
  - 3e du Grand Prix de Wallonie
  - 3e du Critérium des As
  - 6e du Tour des Flandres
  - 8e de l'Amstel Gold Race
- 1986
  - Classement général du Tour de Romandie
  - Grand Prix du Midi libre :
    - Classement général
    - 2e et 4e étapes

  - 3e du Tour Midi-Pyrénées
  - 3e de la Flèche wallonne
  - 4e de Liège-Bastogne-Liège
  - 4e du Super Prestige Pernod
  - 5e du Tour de France
  - 8e du Tour des Flandres
  - 9e de l'Amstel Gold Race
  - 10e du Grand Prix des Nations
- 1987
  - Grand Prix de Fayt-le-Franc
  - Tour des Flandres
  - 1re étape du Tour du Vaucluse
  - 4e étape du Tour de Luxembourg
  - 2e de la Flèche wallonne
  - 3e de Liège-Bastogne-Liège
  - 3e du Super Prestige Pernod
  - 5e du Grand Prix du Midi Libre
  - 6e du Grand Prix des Nations
  - 7e du Tour de Lombardie
  - 10e de Paris-Nice
  - 10e du championnat du monde sur route
- 1988
  - Grand Prix de Wallonie
  - Grand Prix du Midi libre :
    - Classement général
    - 2e étape

  - Critérium des As
  - 2e du Tour du Vaucluse
  - 3e de l'Amstel Gold Race
  - 8e du Championnat de Zurich
- 1989
  - Flèche wallonne
  - 2e de l'Amstel Gold Race
  - 7e du Tour d'Italie
  - 10e du championnat du monde sur route
- 1990
  -  Champion de Belgique sur route
  - 2e du Tour du Haut-Var
  - 6e du Tour de Lombardie
  - 8e du Tour des Flandres
  - 9e du Tour de France
  - 10e du championnat du monde sur route
- 1991
  - 2e de la Flèche wallonne
  - 2e de Liège-Bastogne-Liège
  - 7e de Paris-Nice

### Résultats sur les grands tours

#### Tour de France
12 participations
- 1979 : 9e
- 1980 : 13e
- 1981 : 9e
- 1982 : abandon (17e étape)
- 1983 : 18e
- 1984 : 9e
- 1985 : 18e
- 1986 : 5e
- 1987 : 11e
- 1988 : 14e
- 1989 : 36e
- 1990 : 9e

#### Tour d'Italie
1 participation
- 1989 : 7e

#### Tour d'Espagne
2 participations
- 1980 : 3e
- 1982 : abandon,  leader durant 6 jours

## Hommages
Deux stèles rendent hommage à Claude Criquielion dans le Mur de Huy (virage Claudy Criquielion) et au col de Haussire à La Roche-en-Ardenne.

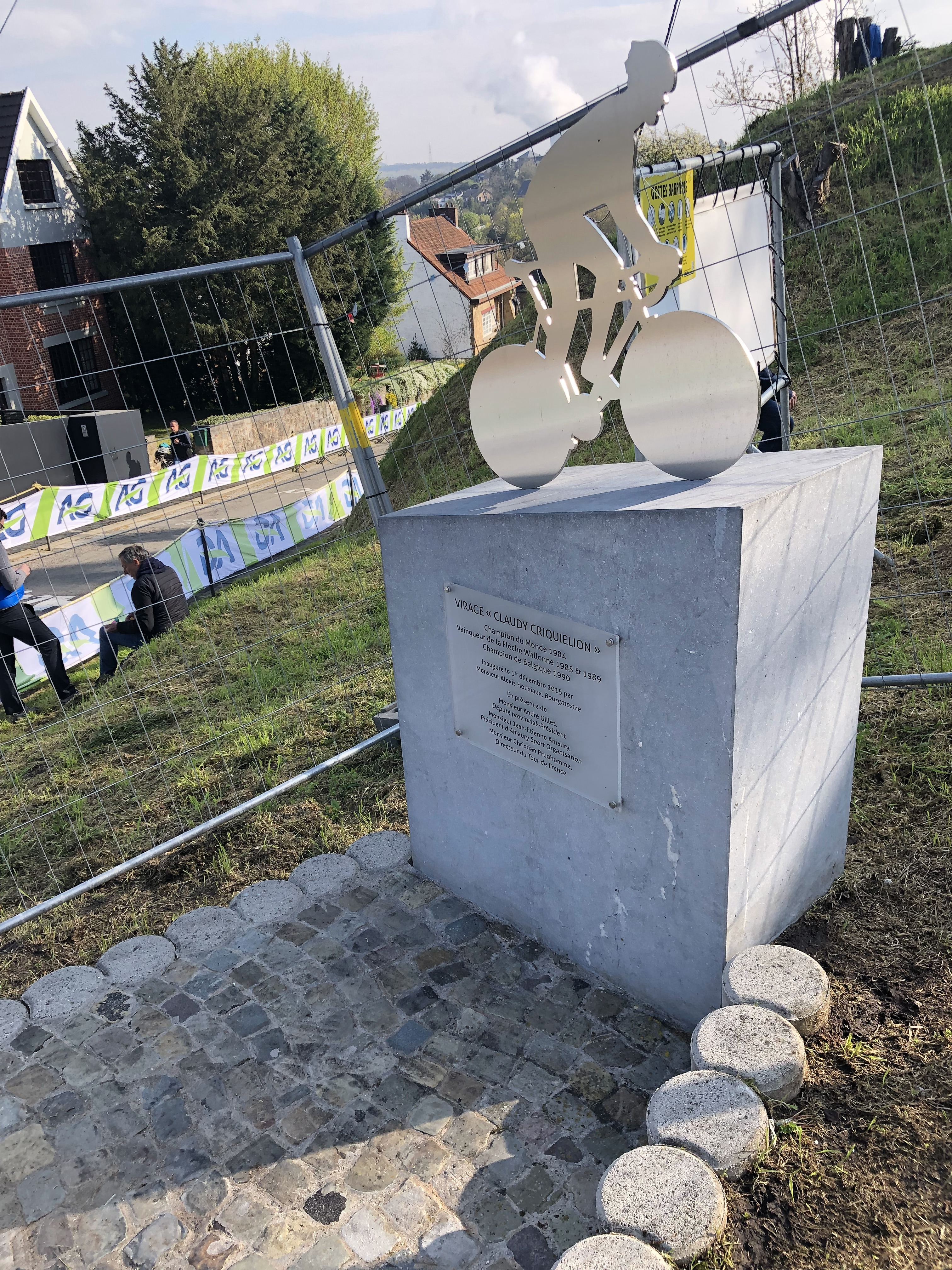
Monument Criquielion au Mur de Huy
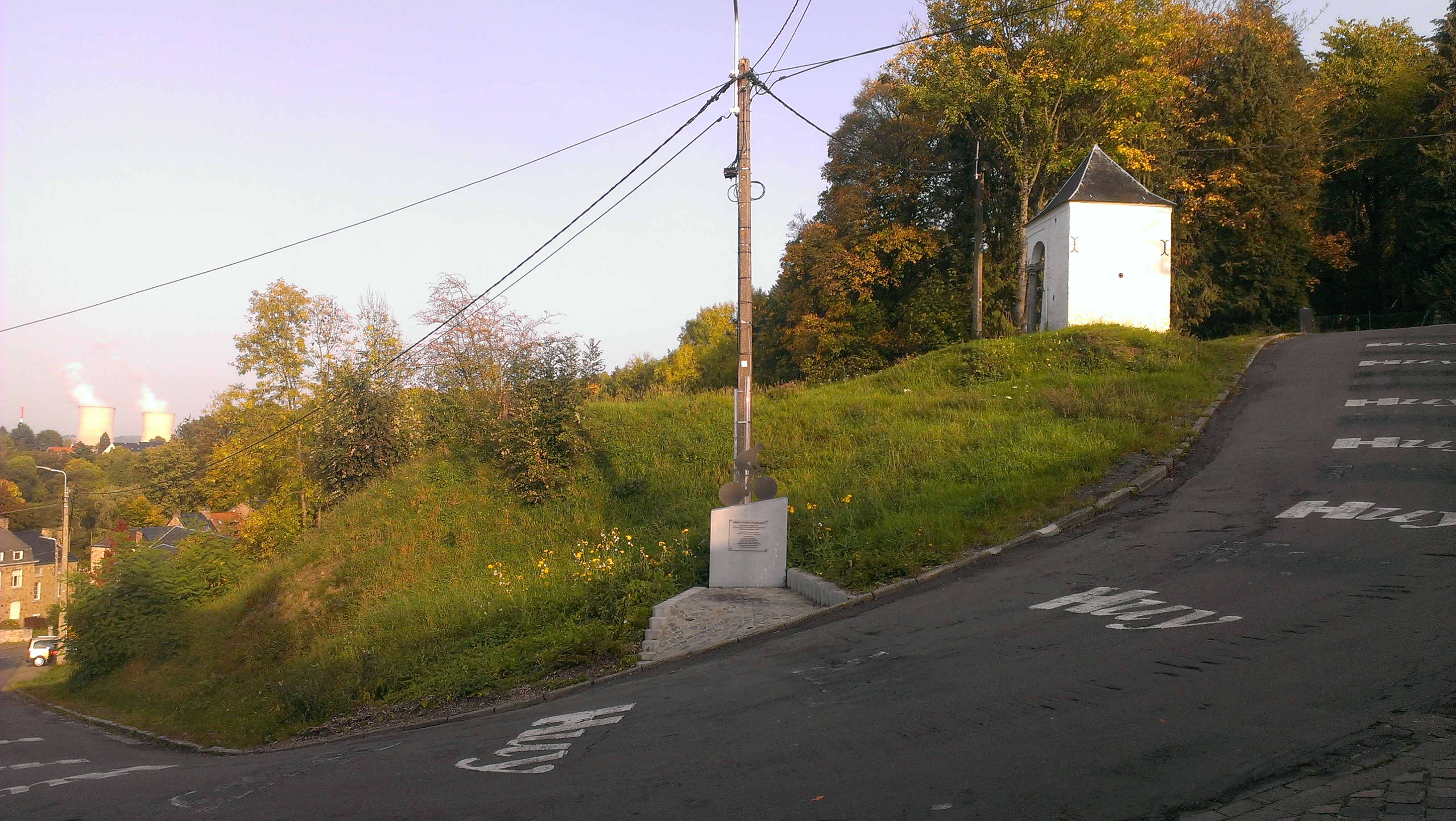
Mur de Huy : virage Claudy Criquielion
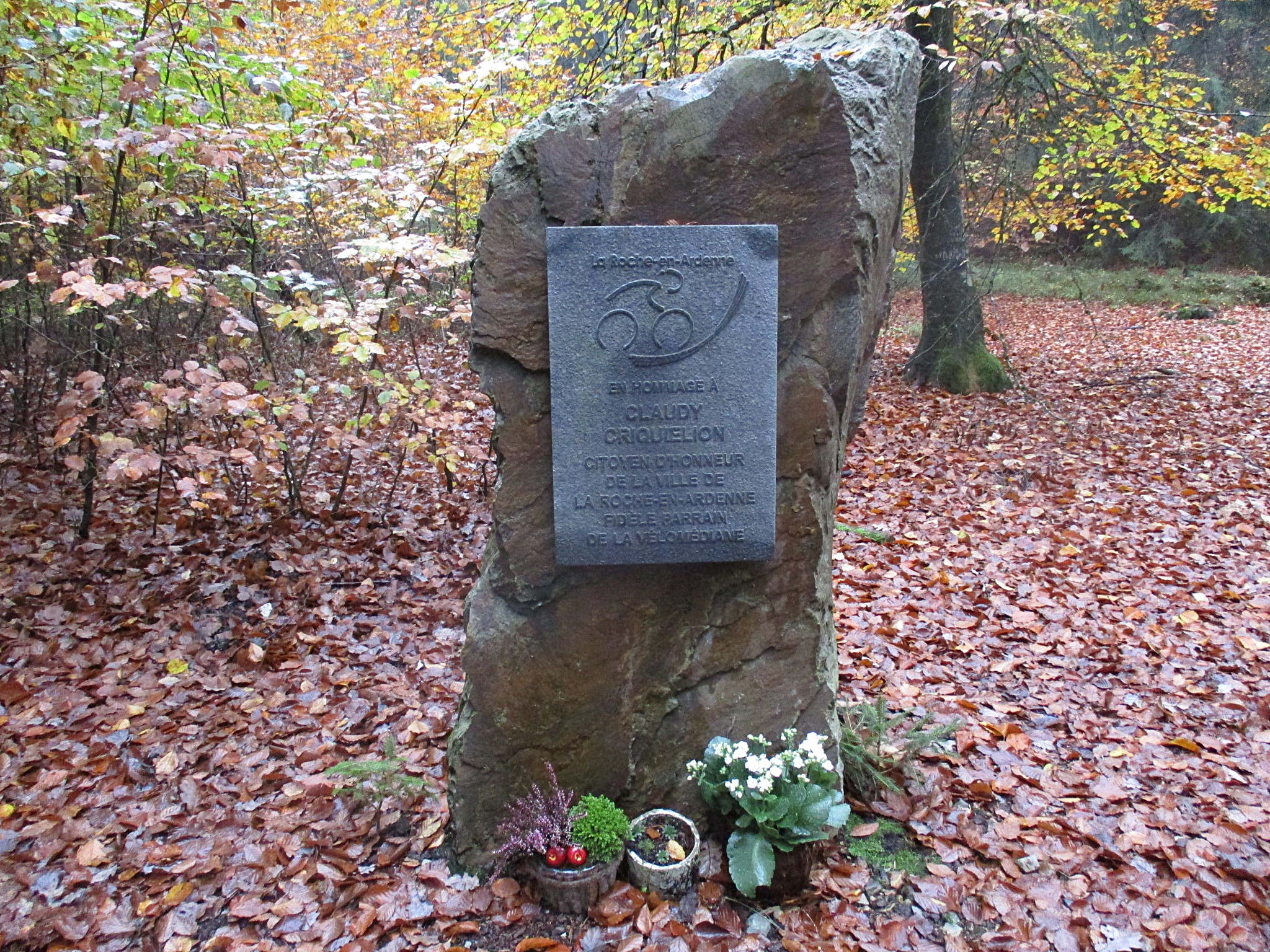
Stéle Criquielion au Col de Haussire